# Horsforth
 Horsforth är en stad (town) och civil parish i Leeds västra utkant. Den avgränsas i söder av floden Aire. Horsforth nämns för första gången i Domesday Book och har under större delen av sin historia varit en bondby, även om det funnits en del stenbrott och kvarnar. Namnet kommer från horse (sv. häst) och ford (sv. vad).
Sten härifrån användes när den närbelägna Kirkstall Abbey byggdes. I stadsdelen finns ett mindre museum som beskriver dess historia. Väster om Horsforth ligger en golfbana.

## Infrastruktur
Genom Horsforth går Leeds ringväg samt en större väg som i stora drag följer floder Aire in mot Leeds centrum. Det finns en mindre järnvägsstation som ligger längs linjen Leeds–Harrogate–York.